# Technomyrmex strenuus
Technomyrmex strenuus är en myrart som beskrevs av Mayr 1872. Technomyrmex strenuus ingår i släktet Technomyrmex och familjen myror. Inga underarter finns listade i Catalogue of Life.